# Patrick Steemans
Patrick Steemans (1 mei 1962) is een Belgische voormalige atleet, die gespecialiseerd was in het hoogspringen. Hij veroverde één Belgische titel.

## Biografie
Steemans sprong als junior reeds 2,14 m op de Belgische kampioenschappen atletiek van 1981. Hiermee behaalde hij een bronzen medaille en bleef hij één centimeter onder het Belgisch juniorenrecord van Eddy Annys. Hij nam in 1981 ook deel aan de Europese kampioenschappen voor junioren te Utrecht, waar hij in de finale een elfde plaats behaalde met een sprong van 2,10.
Steemans werd in 1986 Belgisch kampioen hoogspringen. Hij was aangesloten bij AC Wespelaar en AV Toekomst.

## Belgische kampioenschappen
| Onderdeel    | Jaar |
| ------------ | ---- |
| hoogspringen | 1986 |

## Persoonlijk record
| Onderdeel    | Prestatie | Datum        | Plaats |
| ------------ | --------- | ------------ | ------ |
| hoogspringen | 2,17 m    | 27 juni 1984 | Leuven |

## Palmares
- 1981 :  BK AC - 2,14 m
- 1981 : 11e EK U20 in Utrecht - 2,10 m
- 1984 :  BK AC - 2,14 m
- 1986 :  BK AC – 2,14 m
- 1987 :  BK indoor AC – 2,00 m